# بروس نيكلسون
بروس نيكلسون (بالإنجليزية: Bruce Nicholson)‏ هو فنان أمريكي، ولد في القرن العشرين في الولايات المتحدة.

## وصلات خارجية
- بروس نيكلسون على موقع IMDb (الإنجليزية)
- بروس نيكلسون على موقع قاعدة بيانات الفيلم (الإنجليزية)